# Тулузский музей
Тулу́зский музе́й (фр. Muséum de Toulouse) — природоведческий музей города Тулузы, основан в 1796 году. Площадь музейных залов — 6000 м². В музее собрано более 2,5 млн экспонатов естественной истории.
Тулузский музей основан французским натуралистом Филиппом Пико де Лаперузом в 1796 году в помещении бывшего монастыря. Первоначально предназначался только для учёных, но позднее, начиная с 1865 года, стал публичным. Одновременно на территорию музея был перенесён университетский ботанический сад. В 1887 году, в момент открытия международной выставки, ботанический сад получил название «Сад растений» (фр.).
Тулузский музей является первым музеем в мире, где был открыт доисторический отдел.
На сегодняшний день Тулузский музей по своим размерам уступает только Парижскому музею естествознания. С 1950 года экспозиция музея насчитывает 19 открытых для посетителей залов. Музей постоянно пополняет свою экспозицию, преимущественно за счёт многочисленных частных коллекций, передаваемых в дар музею. В 1971 году в музее были открыты педагогическое отделение и детская библиотека.
В 1997 году были выявлены существенные повреждения здания музея, связанные с возрастом здания. С тех пор начались активные реставрационные работы, а музей был рассредоточен по различным тулузским зданиям. В 2007 году, после длительного ремонта, состоялось открытие отреставрированного музея, площадь которого увеличилась вдвое — с 3000 до 6000 м².

## Директоры музея
- Филипп Пико де Лаперуз (1744—1818) — основатель музея, владелец коллекций, положивших начало музейной экспозиции.
- Эдуар Фильоль (1814—1883)
- Жан-Батист Нуле (1802—1890)
- Эжен Трюта (1840—1910)
- Франсис Дюрантон (род. 1961) — директор музея с января 2011 года.